# Новоякимівка
Новояки́мівка — село в Україні, у Мелітопольському районі Запорізької області. Входить до складу Семенівської сільської громади. Населення становить 133 осіб.

## Географія
Село Ново Якимівка знаходиться за 2,5 км від лівого берега річки Великий Утлюк, на відстані 5,5 км від села Високе. По селу протікає пересихаючий струмок з загатою.

## Історія
Згідно сайту Верховної Ради України, Новоякимівка була заснована в 1929 році. Тим не менш, на німецькій військовій карті 1943 року на місці села нічого не зазначено, і тільки на протилежному березі ставка, за 1 км на схід від нинішнього села, відзначений населений пункт Друга Ферма, що складається з однієї вулиці і 54 дворів.
До 2019 року орган місцевого самоврядування - Новгородківська сільська рада.

## Населення

### Мова
Розподіл населення за рідною мовою за даними перепису 2001 року:
| Мова            | Кількість | Відсоток |
| --------------- | --------- | -------- |
| російська       | 91        | 68.42%   |
| українська      | 40        | 30.08%   |
| болгарська      | 1         | 0.75%    |
| інші/не вказали | 1         | 0.75%    |
| Усього          | 133       | 100%     |